# Бинарно кодирани децимални број
Бинарно кодирани децимални број (од енгл. Binary Coded Decimal, BCD) је код за запис децималних бројева. Заснован је на низу ћелија, од којих свака има по четири бита и представља једну децималну цифру. Пошто четири бита може да представи 16 вредности а за цифре је потребно 10 (0-9), шест комбинација се користе за предзнаке бројева и друге специјалне назнаке.
Овакав начин кодирања се махом користи код дигитрона.

## Кодирање и декодирање
Кодирање и декодирање БЦД-Кодова се врши цифру по цифру, према следећој табели:
| 0    | 1    | 2    | 3    | 4    | 5    | 6    | 7    | 8    | 9    |
| 0000 | 0001 | 0010 | 0011 | 0100 | 0101 | 0110 | 0111 | 1000 | 1001 |

Пример: прелаз из децималног у БЦД број.

```
  
9
     
0
     
0
     
0
     
0
     
8
     
3

↓
     
↓
     
↓
     
↓
     
↓
     
↓
     
↓

1001
  
0000
  
0000
  
0000
  
0000
  
1000
  
0011

```

То јест: (9000083)10 = (1001000000000000000010000011)BCD
Пример: прелаз из БЦД у децимални број.

```
  
0111
  
1000
  
0000
  
0001
  
0010
  
0100
  
0110

↓
     
↓
     
↓
     
↓
     
↓
     
↓
     
↓

7
     
8
     
0
     
1
     
2
     
4
     
6

```

То јест: (0111100000000001001001000110)BCD = (7801246)10

## Сабирање
Рецимо да су дате две серије БЦД-ћелија  и . Приликом сабирања ове два низа ћелија се сабирају ћелију по ћелију, почев од оне са најмањим индексом. Уколико дође до прекорачења вредности 1111, сувишни битови се преносе на суседну ћелију са вишим индексом а тренутна се сабира са 6 (0110).

```
6
     
8
     
7
     
5
     
2
     
4
     
7

0
     
8
     
9
     
9
     
6
     
7
     
6
 
+

------------------------------------------

0110
  
1000
  
0111
  
0101
  
0010
  
0100
  
0111

0000
  
1000
  
1001
  
1001
  
0110
  
0111
  
0110
 
+

------------------------------------------

0111
  
0001
  
0000
  
1110
  
1000
  
1011
  
1101

     
+
0110
 
+
0110

------------------------------------------

0111
  
0111
  
0110
  
1110
  
1000
  
1011
  
1101

```

Након овог дела процеса на ред долази корекција, код које се такође полази од ћелије са најмањим индексом. Уколико нека ћелија има вредност већу од 9 (значи: 1010, 1011, 1100, 1101, 1110 или 1111), врши се корекција: та ћелија се сабира са бројем 6 (0110) а прекорачење се преноси на ћелију са вишим степеном.

```
0111
  
0111
  
0110
  
1110
  
1000
  
1011
  
1101

                                    
+
0110

------------------------------------------

0111
  
0111
  
0110
  
1110
  
1000
  
1100
  
0011

                              
+
0110

------------------------------------------

0111
  
0111
  
0110
  
1110
  
1001
  
0010
  
0011

                  
+
0110

------------------------------------------

0111
  
0111
  
0111
  
0100
  
1001
  
0010
  
0011

------------------------------------------

7
     
7
     
7
     
4
     
9
     
2
     
3

```